# هلسم
هلسم، روستایی در دهستان هلسم بخش مرکزی در شهرستان چرداول استان ایلام ایران است. این روستا، مرکز دهستان هلسم است.

## جمعیت
بر پایه سرشماری عمومی نفوس و مسکن در سال ۱۳۹۵، جمعیت این روستا برابر با ۴۹۴ نفر (۱۴۰ خانوار) بوده‌است.